# Δ13C

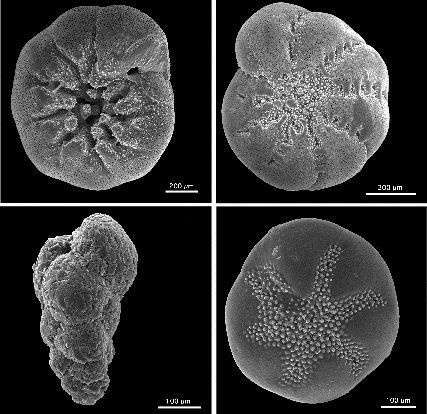
Mostres de foraminífers

En geoquímica, paleoclimatologia i paleoceanografia, δ13C (pronunciat «delta C tretze») o delta-C-13, és un isòtop traçador, una mesura de la proporció dels dos isòtops estables del carboni (13C i 12C) en parts per mil (‰). La mesura també s'utilitza àmpliament en arqueologia per a la reconstrucció de dietes passades, especialment per veure si es consumien aliments marins o certs tipus de plantes.
La definició és (en per mil):
{\displaystyle \delta {\ce {^{13}C}}=\left({\frac {\left({\frac {{\ce {^{13}C}}}{{\ce {^{12}C}}}}\right)_{\mathrm {mostra} }}{\left({\frac {{\ce {^{13}C}}}{{\ce {^{12}C}}}}\right)_{\mathrm {estandard} }}}-1\right)\times 1000}
on l'estàndard és un material de referència establert.
δ13C varia en el temps en funció de la productivitat, la signatura de la font inorgànica, l'enterrament del carboni orgànic i el tipus de vegetació. Els processos biològics prenen preferentment l'isòtop de menor massa mitjançant el fraccionament cinètic. Tanmateix, alguns processos abiòtics fan el mateix. Per exemple, el metà de les fumaroles hidrotermals es pot esgotar fins a un 50%.

## Referència estàndard

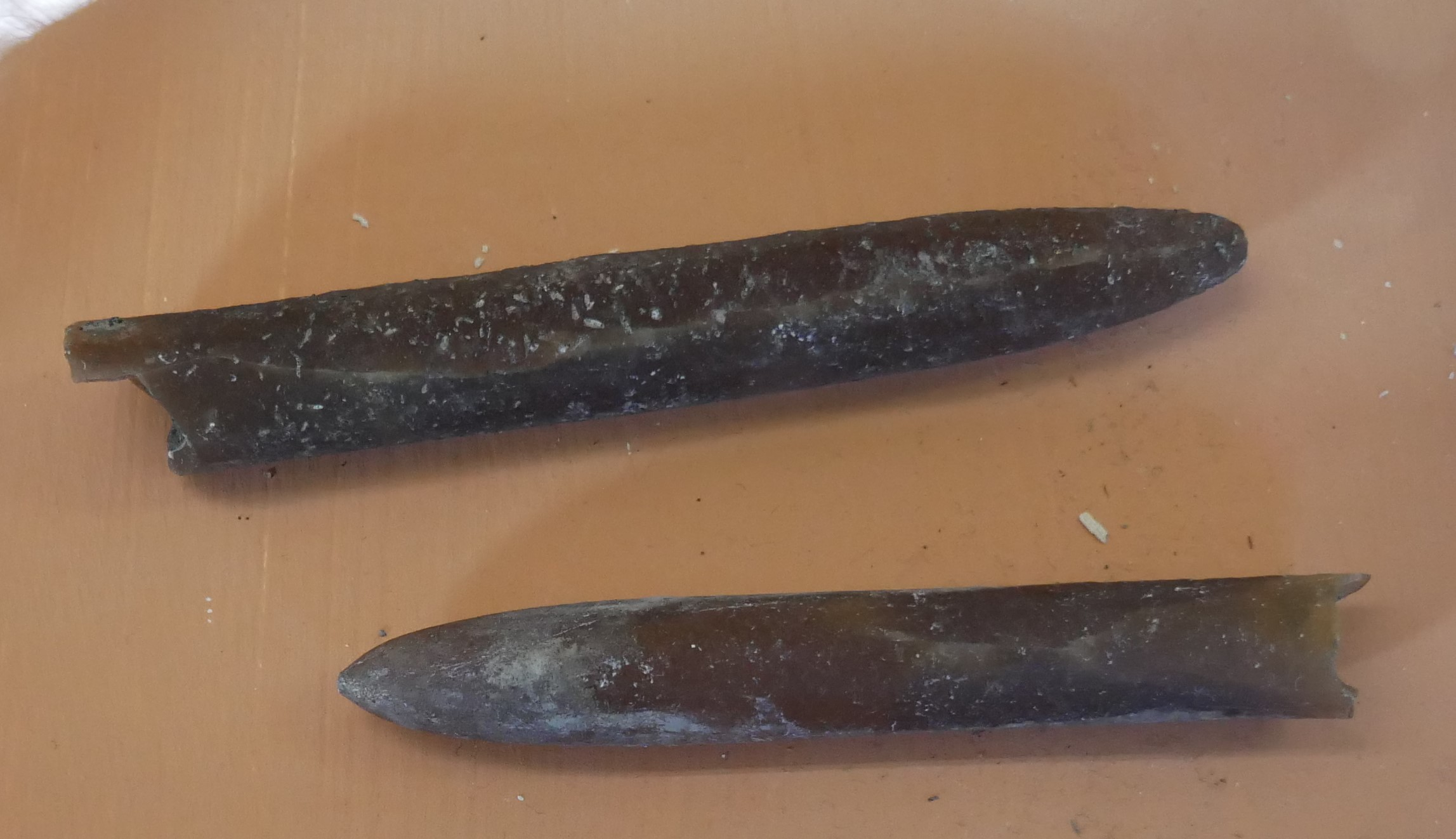
Belemnitella americana. Museu de Geologia Rutgers

L'estàndard establert per al treball del carboni 13 va ser el Pee Dee Belemnite (PDB) i es basava en un fòssil marí del Cretaci, Belemnitella americana, que era de la Formació Peedee a Carolina del Sud (Estats Units d'Amèrica). Aquest material tenia una relació 13C:12C anormalment alta ({\displaystyle 0,0112372}) i es va establir com un valor δ13C de zero. Com que l'espècimen PDB original ja no està disponible, la seva relació 13C:12C es pot calcular a partir d'un estàndard de carbonat NBS-19 àmpliament mesurat, que té un valor δ13C de +1,95 ‰.
La relació 13C:12C de NBS-19 es va informar que valia {\displaystyle 0,011078/0,988922=0,011202}. Per tant, es podria calcular la relació 13C:12C de PDB derivada de NBS-19 com {\displaystyle 0,011202/(1,95/1000+1)=0,011202/1,00195=0,01118}.
S'ha de tenir en compte que aquest valor difereix de la relació PDB 13C:12C àmpliament utilitzada de {\displaystyle 0,0112372} que s'utilitza en la investigació forense d'isòtops i els científics ambientals.
L'ús de l'estàndard PDB dona a la majoria dels materials naturals un δ13C negatiu. Un material amb una proporció de {\displaystyle 0,010743}, per exemple, tindria un valor δ13C de -44‰ de {\displaystyle (0,010743\div 0,01124-1)\times 1000}.
Els estàndards s'utilitzen per verificar la precisió de l'espectroscòpia de masses; a mesura que es feien més habituals els estudis d'isòtops, la demanda de l'estàndard va esgotar l'oferta. Altres estàndards calibrats a la mateixa proporció, inclòs un conegut com VPDB (per a «Vienna PDB»), han substituït l'original.
La relació 13C:12C per a VPDB, que l'Agència Internacional d'Energia Atòmica (OIEA) defineix com a valor δ13C de zero és {\displaystyle 0,01123720}.

## Causes de la variació deδ13C
El metà (CH4) té una signatura δ13C molt lleugera: metà biogènic de −60‰, metà termogènic −40‰. L'alliberament de grans quantitats de clatrat de metà (8CH4·46H₂O) pot afectar els valors globals de δ13C, com al màxim tèrmic del Paleocè-Eocè.
Més comunament, la proporció es veu afectada per les variacions en la producció primària i l'enterrament orgànic. Els organismes prenen preferentment el 12C lleuger i tenen una signatura δ13C d'uns -25‰, depenent de la seva ruta metabòlica. Per tant, un augment de δ13C en fòssils marins és indicatiu d'un augment de l'abundància de vegetació.
Un augment de la producció primària provoca un augment corresponent en els valors de δ13C a mesura que s'emmagatzema més 12C a les plantes. Aquest senyal també és una funció de la quantitat d'enterrament de carboni; quan el carboni orgànic està enterrat, queda més 12C fora del sistema als sediments que la relació de fons perquè el carboni orgànic és més lleuger.

## Importància geològica de les excursions de δ13C
Les plantes C3 i C4 tenen diferents signatures, cosa que permet detectar l'abundància d'herbes C4 a través del temps al registre δ13C. Mentre que les plantes C4 tenen un δ13C de -16 a -10‰, les plantes C3 tenen un δ13C de -33 a -24‰.
Les extincions massives sovint estan marcades per una anomalia negativa de δ13C que es creu que representa una disminució de la producció primària i l'alliberament de carboni vegetal. Per contra, les excursions positives de δ13C s'interpreten com el resultat de l'augment de la fixació del carboni per part dels productors primaris i l'enterrament posterior d'aquest carboni orgànic a les roques sedimentàries, cosa que significa la proliferació de la vida.
L'evolució de les grans plantes terrestres a finals del Devonià va provocar un augment de l'enterrament de carboni orgànic i, en conseqüència, un augment de δ13C.

## Principals esdeveniments d'excursions de δ13C
- Esdeveniment de Lomagundi-Jatuli (2.300–2.080 Ma) Paleoproterozoic - Excursió positiva
- Esdeveniment de Shunga-Francevillian (2.080 Ma) Paleoproterozoic - Excursió negativa
- Excursió de Shuram-Wonoka (570–551 Ma) Neoproterozoic - Excursió negativa
- Excursió d'isòtops de carboni positiva de Steptoean (494,6-492 Ma) Paleozoic - Excursió positiva
- Esdeveniment Cenomià-Turonià (93,9 Ma) Mesozoic - Excursió positiva
- Màxim tèrmic del Paleocè-Eocè (55,5 Ma) Cenozoic - Excursió negativa